# Eborilaira
Eborilaira alpina es una especie de araña araneomorfa de la familia Linyphiidae. Es el único miembro del género monotípico Eborilaira.

## Distribución
Es un endemismo de Rusia asiática, en Kolyma y Chukotka.